# Bundestagswahlkreis Bielefeld – Halle
Der Bundestagswahlkreis Bielefeld – Halle (seit 1965 Bielefeld-Land, seit 1976 Bielefeld I) war von 1949 bis 1980 ein Bundestagswahlkreis in Nordrhein-Westfalen. Zur Bundestagswahl 1980 wurde der Wahlkreis aufgelöst und sein Gebiet auf die Wahlkreise Bielefeld und Gütersloh aufgeteilt.

## Wahlkreisgeschichte
| Wahl | Wahlkreisname         | Gebietsumfang | Direkt gewählt  | Partei | Erststimmen |
| ---- | --------------------- | --- | --------------- | ------ | ----------- |
| 1976 | 103 Bielefeld I       | Ehemalige Gemeinden Brackwede, Sennestadt, Senne I und Gadderbaum, ehemaliger Kreis Halle (Westf.) (alle im Gebietsstand von 1972), Gemeinden Gütersloh und Schloss Holte-Stukenbrock | Ottfried Hennig | CDU    | 46,1 %      |
| 1972 | 103 Bielefeld-Land    | Kreis Bielefeld, Kreis Halle (Westf.), Gemeinde Gütersloh | Heinrich Junker | SPD    | 52,4 %      |
| 1969 | 103 Bielefeld-Land    | Kreis Bielefeld, Kreis Halle (Westf.), Gemeinde Gütersloh | Heinrich Junker | SPD    | 49,8 %      |
| 1965 | 103 Bielefeld-Land    | Kreis Bielefeld, Kreis Halle (Westf.), Gemeinde Gütersloh | Heinrich Junker | SPD    | 47,0 %      |
| 1961 | 105 Bielefeld – Halle | Kreis Bielefeld, Kreis Halle (Westf.) | Heinrich Junker | SPD    | 47,1 %      |
| 1957 | 105 Bielefeld – Halle | Kreis Bielefeld, Kreis Halle (Westf.) | Frieda Nadig    | SPD    | 43,1 %      |
| 1953 | 105 Bielefeld – Halle | Kreis Bielefeld, Kreis Halle (Westf.) | Frieda Nadig    | SPD    | 42,1 %      |
| 1949 | 46 Bielefeld – Halle  | Kreis Bielefeld, Kreis Halle (Westf.) | Johannes Böhm   | SPD    | 46,6 %      |